# (33731) 1999 NM24
1999 NM24 (asteroide 33731) é um asteroide da cintura principal. Possui uma excentricidade de 0.05953800 e uma inclinação de 7.75886º.
Este asteroide foi descoberto no dia 14 de julho de 1999 por LINEAR em Socorro.